# Horseland
Horseland è una serie televisiva d'animazione statunitense prodotta da DIC Entertainment e Cookie Jar Entertainment.

## Trama
Le storie narrate nei vari episodi ruotano intorno alle vite e alle avventure di un gruppo di giovani ragazzi, 5 ragazze e 2 ragazzi, che cavalcano ed accudiscono i loro cavalli all'interno di una splendida scuola di equitazione, Horseland appunto, situata lontano dalla città, in aperta campagna, rappresentando un vero squarcio di vita salubre e semplice. I protagonisti hanno tutti il sogno di diventare un giorno degli ottimi cavalieri ma ben presto capiranno che la strada che hanno deciso di intraprendere è alquanto ardua. Le loro giornate infatti trascorrono tra allenamenti, gare e l'inizio dei tanto attesi campionati che vedono contrapposte le varie scuole d'equitazione. Infine però è sempre l'amicizia a prevalere, sia quella tra i protagonisti che con gli stessi cavalli. Il messaggio principale infatti è che, nonostante la voglia di emergere e di diventare sempre più bravi, l'amicizia è il valore fondamentale della vita, che non può essere mai tradito, e che con impegno e rispetto verso tutti, uomini ed animali, è possibile arrivare davvero lontano. La trama ha inizio con un nuovo ed inaspettato arrivo ad Horseland, quello della ricca e bionda Sarah, che giunge a bordo di una limousine, insieme con il suo splendido purosangue Scarlett. Gli altri ragazzi della scuola non possono far altro che pensare che lei sia l'ennesima ragazzina viziata, abituata ad avere ogni cosa desideri, e soprattutto che tutti le dicano sempre sì. Sarah però non è affatto così, e fa di tutto per guadagnarsi la fiducia di tutti gli altri, che alla fine non possono far altro che accettarla nel gruppo come una di loro. Oltre ai cavallerizzi, ad Horseland ci sono anche altri insoliti protagonisti: si tratta degli animali, cavalli, gatti, cani e maiali, che interagiscono tra loro ed addirittura parlano tra di loro, attenti però a non farsi scorgere dagli umani.

## Personaggi
- Sarah Whitney ha 12 anni, è una ragazza amichevole e gioviale. Adora circondarsi di amici, e fa di tutto per incoraggiarli e far loro esprimere il massimo. Lei proviene da una famiglia molto ricca, ma questo non l'ha per nulla resa spocchiosa o antipatica. Si considera una ragazza semplice, e non ha mai pensato d'essere migliore dei suoi amici o degli altri in genere. Il suo cavallo è Scarlett, un purosangue arabo completamente nero, che deve il suo nome alla sua lunga coda dai riflessi rossi. È molto amorevole nei confronti degli altri bambini, ed il suo simbolo è una corona rossa che indica fedeltà.
- Alma Rodriguez ha 14 anni ed ha origini ispaniche. La sua famiglia è molto unita, e soprattutto legata ad Horseland, dal momento che suo padre è stato lo stalliere di questa scuola per ben 10 anni. È una vera divoratrice di libri, ed approfitta di ogni istante libero della sua giornata per leggere qualche pagina dei suoi testi preferiti. Oltre a leggere ama anche scrivere, ed infatti ha un amico di penna, Alexander, che pare proprio avere dei sentimenti che vanno ben oltre l'amicizia per lei. Il suo cavallo è Button, un Pinto bianco e nero, con una coda dai riflessi verdi. È un animale molto giocoso e vitale, che però, quando è il momento di mostrare le sue doti, si dimostra sempre pronto. Il suo simbolo è un quadrifoglio verde che indica fortuna.
- Molly Washington ha 14 anni ed è afro-americana. Si tratta di un vero e proprio spirito libero, abituata ad affrontare le situazioni difficili della vita attraverso l'umorismo e la simpatia. Anche se in molte occasioni dimostra di non prendere nulla sul serio, i suoi compagni sanno di poter contare su di lei durante ogni gara. Il suo cavallo è Calypso, un'Appaloosa marrone, con una splendida criniera bionda ed una coda dai riflessi rosei. È in ottimi rapporti con Button, ed il suo simbolo è un cuore rosa che indica amore.
- Chloe Stilton ha 12 anni ed è di certo la più sicura di sé del gruppo. È molto determinata e vuole dimostrare a tutti il proprio talento. Ha una cotta alquanto evidente per Bailey, e non perde occasione per impressionarlo. Ad Horseland c'è anche sua sorella gemella, nei confronti della quale Chloe è molto competitiva. Nonostante questo rapporto conflittuale però, le due si sostengono sempre a vicenda in ogni occasione importante. Il suo cavallo è Chili, uno stallone olandese dal colore grigio chiaro e la criniera bianca dai riflessi viola, sicuro della sua forza grazie alla grande autostima della sua padrona. Il suo simbolo è un diamante viola che indica disciplina.
- Zoey Stilton ha 12 anni ed è la sorella gemella di Chloe. Lei e sua sorella condividono molti aspetti del loro carattere, come ad esempio la competitività e soprattutto la forte cotta per Bailey, il che aumenta nettamente la rivalità tra le due. È il capitano della squadra di Horseland, ed in molte occasioni può mostrarsi alquanto superficiale ed addirittura maleducata, ma chi la conosce bene sa che da lei ci si può aspettare anche molta gentilezza e premurosità. Il suo cavallo è Pepper, un Warmblood tedesco con una lunga coda ondulata e dei riflessi blu. Il suo carattere è molto simile a quello della sua padroncina, mostrandosi spesso egoista e con un ego smisurato, e per questo non ha un ottimo rapporto con gli altri cavalli. Il suo simbolo è una mezzaluna azzurra ed indica il destino.
- Bailey Handler ha 13 anni ed i suoi genitori sono i proprietari di Horseland. È un ragazzo molto istintivo, ed il più delle volte non riflette sulle possibili conseguenze delle sue azioni. Il suo rapporto con gli animali è molto stretto, al punto che si può parlare di una vera e propria amicizia, e proprio in funzione di questo forte legame, egli pretende che tutti siano trattati con estrema dolcezza e gentilezza. Il suo cavallo è Aztec, un Kiger mustang marrone dai riflessi blu. All'apparenza può sembrare un po' scontroso, così come il suo padrone, ma tiene tantissimo ai suoi amici umani ed animali, mostrando in più di un'occasione un vero temperamento da leader. Il suo simbolo è un fulmine blu scuro che indica la forza.
- Will Taggert ha 15 anni, è un bel ragazzo ed alquanto placido, cui viene spesso affidato il compito di badare al ranch quando sia Bailey che i suoi genitori sono via. Il motivo di tanta fiducia è dovuto al fatto che Will è il cugino di Bailey, ed ha vissuto con lui e la sua famiglia fin da piccolo. È molto maturo per la sua tenera età, ed il resto del gruppo riconosce in lui la figura più adulta di tutti. Con il passare degli episodi si scopre che cela un segreto e, nella puntata "Il Segreto", si scopre che purtroppo Will soffre di dislessia. Il suo cavallo è Jimber, un potente stallone Palomino dai riflessi neri. Ha molti punti in comune con Will, e come lui ha passato molto tempo al ranch prima di arrivare alla stalla della scuola, e come Will è molto più matura rispetto agli altri cavalli, anche se ciò è dovuto alla sua maggiore età. Il suo simbolo è una stella nera che indica la passione.
- Nani Cloud ha 13 anni, è nativa americana della tribù Cherokee, che appare dalla seconda stagione. È molto orgogliosa delle sue origini e ha un carattere molto paziente e placido. Si è trasferita dalla campagna, e le mancano gli spazi aperti. Il suo cavallo è Sunburst, un Palomino American Paint, con la criniera e la coda bianche dai riflessi gialli, che preferisce essere cavalcato senza sella. Il suo simbolo è un sole giallo e azzurro.
- Shep è un Collie ed è il leader del gruppo degli animali (non cavalli) di Horseland. È molto legato al ranch dove vive, ed è sempre disponibile nell'aiutare i cavalli quando questi ne hanno bisogno. Rappresenta un po' anche il saggio del gruppo, ritrovandosi spesso a raccontare vecchie storie intrise di morale a Teeny ed Angora. Il suo padrone è Bailey, e con lui ha un rapporto particolare. Molto spesso questo personaggio si rivolge direttamente agli spettatori.
- Teeny è una giovane maialina, ovviamente paffutella, con un fioco rosa sulla coda riccioluta e dal colore bianco e nero. Ha un animo innocente ed un carattere che spesso la mostra come un'ingenua. Inoltre si fa spesso prendere dal panico, nonostante le situazioni che si trovi ad affrontare non siano poi così complicate o disastrose. Non proprio un cuore di leone dunque. Come tutti i maiali adora il cibo, e passerebbe la maggior parte del suo tempo a mangiare. Considera Shep un vero e proprio mentore e questi lo tiene da sempre sotto la sua ala protettrice. In maniera del tutto differente invece si comporta Angora che non perde occasione per prendersi gioco di lei.
- Angora è una gatta grigia dal pelo lungo, con un folto ciuffo di peli bianchi all'altezza del petto. Ha dei grandi occhi verdi ed un collare stretto al collo con un ciondolo in oro splendente. Ha un carattere alquanto ostico, e si mostra in maniera spesso sprezzante nei confronti degli altri animali, convinta del fatto di meritare un trattamento decisamente migliore rispetto a tutti gli altri. Durante le varie stagioni s'intuisce il suo viscerale amore per i guai, da lei creati, ma, nonostante tenti di nasconderlo, celato dietro la sua corazza impenetrabile, batte un cuore d'oro, e così non si tira mai indietro quando può aiutare i suoi due amici. Tra gli umani infine, le sue preferite sono Chloe e Zoey, competitive ed amanti del look come lei.

## Doppiatori

### Versione originale
- Dana Donlan: Sarah Whitney
- Emily Hernandez: Alma Rodriguez
- Bianca Heyward: Chloe Stilton, Zoey Stilton
- Aleyah Smith: Molly Washington
- David Kalis: Bailey Handler
- Vincent Michael: Will Taggert
- Tiffany White-Welchen: Scarlett
- Tifanie Christun: Pepper
- Michelle Zacharia: Calypso
- Ben Birkholtz: Aztec
- Courtney Britt: Button
- Nils Haaland: Chili
- Cork Ramer: Jimber
- Ben Beck: Shep
- Stephanie Shelton: Angora
- Mary Waltman: Teeny

### Versione in lingua italiana
- Federica De Bortoli: Sarah Whitney
- Ilaria Latini: Alma Rodriguez
- Perla Liberatori: Chloe Stilton
- Domitilla D'Amico: Zoey Stilton
- Letizia Ciampa: Molly Washington
- Daniele Raffaeli: Bailey Handler
- Fabrizio De Flaviis: Will Taggert
- Alessandra Korompay: Scarlett
- Francesca Guadagno: Pepper
- Maria Adele Cinquegrani: Calypso
- Giorgio Locuratolo: Aztec
- Alessandra Grado: Button
- Fabrizio Picconi: Chili
- Sergio Di Giulio: Shep
- Lorenza Biella e Antonella Rinaldi: Angora
- Monica Ward: Teeny